# 谁消灭了电动车
《谁消灭了电动车》（Who Killed the Electric Car?）是一部2006年上映的纪录片，该片探讨了电池电动车，特别是通用汽车的EV1电动车的产生、有限商业化及随后的消亡。

## 概述
誰謀殺了電動車？是2006年的一部紀錄片，探討美國電動汽車，尤其是1990年代中期的通用汽車EV1的製造，有限的商業化以及隨後的銷毀。影片探討了汽車製造商，石油工業，美國聯邦政府，加利福尼亞州政府，電池，氫能汽車和消費者在限制該技術的開發和採用中的作用。

## 访谈
影片包括采访駕駛电动车的知名人士，如汤姆·汉克斯，梅尔·吉布森等。

## 工作人员
导演：克里斯·派恩